# Pure Earth

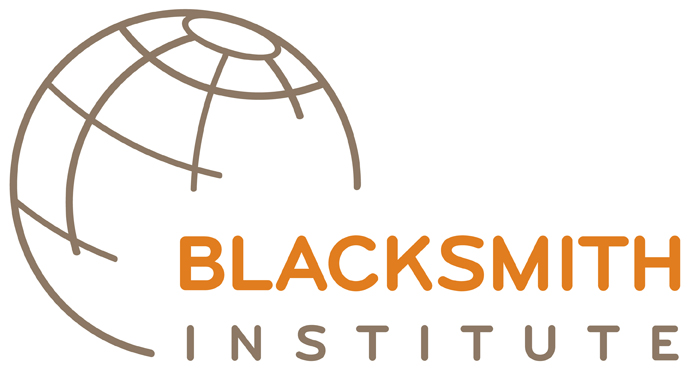
Logo

Pure Earth, voorheen Blacksmith Institute, is een organisatie uit New York, die werd gesticht in 1999 en die zich bezighoudt met vervuilinggerelateerde milieuprojecten. Een van deze projecten is sinds 2003 het Polluted Places Initiative ("vervuilde plaatsen initiatief"), dat vervuilde plaatsen over de hele wereld identificeert door middel van een online nominatieproces.
Volgens het Blacksmith Institute waren in 2006 de volgende plaatsen in de wereld het meest vervuild (op alfabetische volgorde):
- Tsjernobyl (Oekraïne)
- Dzerzjinsk (Rusland)
- Haina (Dominicaanse Republiek)
- Kabwe (Zambia)
- La Oroya (Peru)
- Linfen (China)
- Mailuu-Suu (Kirgizië)
- Norilsk (Rusland)
- Ranipet (India)
- Dalnegorsk en Roednaja Pristan (Rusland)